# Sứa bờm sư tử
Sứa bờm sư tử (danh pháp hai phần: Cyanea capillata) là loài sứa lớn nhất trong các loài sứa được biết. Phạm vi phân bố của loài này giới hạn vùng nước lạnh, phương bắc của Bắc Cực, phía bắc Đại Tây Dương, và phía bắc Thái Bình Dương, hiếm khi tìm thấy xa hơn về phía nam hơn 42° vĩ bắc. Loài tương tự như con loài này, mà có thể là cùng một loài, sinh sống ở vùng biển gần Australia và New Zealand.

## Đặc điểm
Các mẫu vật lớn nhất ghi lại được tìm thấy, trôi dạt vào bờ biển của vịnh Massachusetts vào năm 1870, đã có một chuông (cơ thể) có đường kính 2,29 mét và xúc tu dài 120 feet (37 m). Đang có tranh cãi về phân loại loài sứa này, một số nhà động vật học đã cho thấy rằng tất cả các loài trong chi này phải được coi là một. Hai cách phân loại riêng biệt, tuy nhiên, xuất hiện cùng nhau trong ít nhất miền Bắc phía đông Đại Tây Dương, với sứa màu xanh (Cyanea lamarckii Peron & Lesueur, 1810) khác nhau trong màu sắc (màu đỏ) màu xanh da trời và kích thước nhỏ hơn (đường kính 10–20 cm, hiếm khi 35 cm).
Quần thể ở Tây Thái Bình Dương với phạm vi phân bố xung quanh Nhật Bản đôi khi được phân biệt như Cyanea nozakii Kisinouye, năm 1891, hay Cyanea capillata nozakii. Cơ thể là một khối tròn mềm, màu hung hung đỏ là chủ yếu. Tự vệ bằng cách dùng tua dài quất vào đối phương. Những tua dạng sợi đó tạo ra những vết hằn đỏ trên da, giống như ban đỏ, mỗi nốt ban giống như một mũi kim bị nung đỏ châm vào dây thần kinh. Vết thương có màu hồng, nhìn kỹ các đường này là do tiếp nối hằng hà sa số những mụn nhọt li ti.